# Torups församling
Torups församling är en församling i Varbergs och Falkenbergs kontrakt i Göteborgs stift. Församlingen ingår i Falkenbergs pastorat och ligger i Hylte kommun i Hallands län.

## Administrativ historik
Församlingen har medeltida ursprung.
Församlingen var moderförsamling i pastoratet Torup och Kinnared som 1962 utökades med Drängsereds församling. Församlingen införlivade 2014 Kinnareds och Drängsereds församlingar och utgjorde därefter till 2017 ett eget pastorat. Församlingen ingår sedan 2017 i Falkenbergs pastorat.

## Kyrkoherdar
Lista över kyrkoherdar i Torups församling. 
| Ämbetstid | Namn                       | Levnadstid | Övrigt                                     |
| --------- | -------------------------- | ---------- | ------------------------------------------ |
| 1488      | Peder Simonsson            |            |                                            |
|           | Nicolaus                   |            |                                            |
|           | Nicolaus                   |            |                                            |
|           | Christiern                 |            |                                            |
|           | Gudmundus                  |            |                                            |
|           | Benedictus                 |            |                                            |
|           | Christen Jensson (Hansson) |            |                                            |
|           | Bengt Lauritzen            |            |                                            |
|           | Gudmundus Olai             |            |                                            |
|           | Gudmundus Laurenii         |            |                                            |
|           | Lauritz                    |            |                                            |
|           | Sven Ausenius              |            |                                            |
| 1679–1692 | Nicolaus Nicolai Agrell    | –1692      |                                            |
|           | Johan Colljander           | 1649–      | Tillträdde inte ämbetet.                   |
| 1692–1703 | Sven Fabelius              | –1703      |                                            |
| 1704–1716 | Johan Wiljamsson           | –1716      |                                            |
| –1725     | Gilbert Wiljamsson         | –1725      |                                            |
| 1726–     | Anders Starkenius          |            | Senare kyrkoherde i Halmstads församling.  |
| 1744–1750 | Olof Kjerrulf              | –1750      |                                            |
| 1752–1785 | Ericus Hell                | 1715–1785  |                                            |
|           | Olof Hell                  | 1753–1798  |                                            |
|           | Zacharias Hell             |            | Senare kyrkoherde i Halmstads församling.  |
| 1825–     | Peter Reinhold Grundberg   |            | Senare kyrkoherde i Bollebygds församling. |
| 1838–1859 | Anders Beckman             | 1783–1859  |                                            |
| 1860–     | Johan August Johansson     | 1809–      |                                            |

## Kyrkor
- Drängsereds kyrka
- Kinnareds kyrka
- Rydöbruks kapell
- Torups kyrka